# Deadmau5
Deadmau5   (Niagara Falls, 5 de gener de 1981), pronunciat dead mouse, és el pseudònim de Joel Thomas Zimmerman, un DJ i productor canadenc de house, entre d'altres. Les seves cançons s'han inclòs en àlbums recopilatoris com In search of sunrise 6: Eivissa i al programa radial d'Armin van Buuren A state of trance. El seu àlbum debut, Get scraped, es va publicar el 2005, i va ser succeït per altres en els anys posteriors.

A més dels seus propis llançaments en solitari, deadmau5 ha treballat amb altres DJ, productors i músics com Kaskade, MC Flipside, Rob Swire de Pendulum, Sofia Toufa, Skrillex, Bighorse, Steve Duda, Armin Van Buuren, Getter i Gerard Way. És conegut per fer les seves presentacions usant una màscara de cap de ratolí (anomenada mau5head), la forma de la qual va crear quan aprenia a utilitzar un programa de gràfics 3D. Aquesta màscara ha aparegut en diferents colors i dissenys, i s'ha inclòs a les portades de la majoria dels àlbums de Zimmerman.
Actualment està a la posició 52 de millors DJ del món, segons el rànquing de 2021 de la revista DJ Magazine.

## Infància i adolescència
Zimmerman va néixer a la ciutat canadenca de Niagara Falls (Ontario). La seva mare, Nancy, és una artista visual; i el seu pare, Rodney Thomas Zimmerman, treballador d'una planta de General Motors. Té ascendència alemanya, suïssa i anglesa. Va rebre el seu primer teclat per Nadal, quan era un adolescent. La seva carrera va començar a la dècada de 1990.

## Inicis
L'any 2006, es van acabar tres recopilacions autopublicades: Project 56, deadmau5 circa 1998-2002 i A little oblique. El primer va tenir la seva publicació oficial el febrer del 2000. Les cançons Just before 8bit i Get Scraped de Project 56 es van incloure a l'àlbum debut de Zimmerman, Get scraped (2005), i van ser reanomenades amb els títols 8bit i Try again, respectivament. L'àlbum inclou pistes d'una varietat de gèneres, com ara IDM, ambient/downtempo, noise pop i trip hop. Les cançons Bored of Canada, Intelstat i I forget reapareixen en aquest àlbum, així com The Oshawa connection de deadmau5 circa 1998.
El 2007, Zimmerman va crear la seva pròpia companyia discogràfica, anomenada mau5trap, la qual —juntament amb Ultra Records i Ministry of Sound— va publicar el 2008 l'àlbum Random album title, que va comptar amb la col·laboració de deadmau5 i el productor Kaskade a la cançó I Remember. Random Album Title es va publicar a través d'Ultra Records als Estats Units ia través de Ministry of Sound al Regne Unit i Europa. Les còpies físiques del disc es van publicar el novembre del 2008. Als Estats Units, la col·laboració entre deadmau5 i Kaskade «Move For Me» va aconseguir el número 1 a la llista musical Dance/Mix Show Airplay de la revista Billboard, en la seva edició del 6 de setembre de 2008. Des de llavors, deadmau5 ha aconseguit que tres de les seves cançons (totes col·laboracions: Move For Me i I Remember amb Kaskade i Ghosts 'n' Stuff amb Rob Swire) arribin al número 1 a la llista Dance/Mix Show Airplay de Billboard,
cosa que el converteix en l'únic canadenc a aconseguir això. El 2009, va ser l'artista amb més vendes a Beatport, amb més de trenta mil descàrregues digitals dels seus senzills Not Exactly, Faxing Berlin i Ghosts 'n' Stuff. El 2021, funda un nou segell discogràfic anomenat hau5trap i allibera la seva primera col·laboració REZZ a Hypnocurrency.

## Reconeixement de MTV
MTV va nomenar deadmau5 com el DJ dels MTV Video Music Awards 2010 i com l'artista MTV Push de la setmana el 16 d'agost del 2010. Va agrair a Lady Gaga i David Guetta per portar la música dance al món de la música pop, i per pavimentar-li el camí cap a l'èxit. Als premis, deadmau5 es va presentar juntament amb Jason Derulo i Travie McCoy. La seva cançó Ghosts 'n' stuff abans havia estat inclosa a la banda sonora del reality xou de MTV Jersey Shore.

## 4x4=12
El seu cinquè àlbum d'estudi, titulat 4x4=12, es va publicar el 6 de desembre de 2010 al Regne Unit i l'endemà als Estats Units. Es van publicar els senzills Some chords, Animal rights, Sofi needs a ladder i Raise your weapon. Some chords es va incloure en un episodi de la sèrie CSI: crime scene investigation, on deadmau5 va actuar com a convidat, i una versió instrumental de Sofi needs a ladder va aparèixer a la pel·lícula The hangover part II.

## Discografia
- Get Scraped (2005)
- Vexillology (2006)
- Random Album Title (2008)
- For Lack of a Better Name (2009)
- 4×4=12 (2010)
- Album Title Goes Here (2012)
- while(1<2) (2014)